# (23522) 1992 WC9
(23522) 1992 WC9 là một tiểu hành tinh vành đai chính. Nó được phát hiện bởi Seiji Ueda và Hiroshi Kaneda ở Kushiro, Hokkaidō, Nhật Bản, ngày 18 tháng 11 năm 1992. The belt is currently 3.193 Đơn vị thiên văns or 26.56 light phút away. The orbital period of the belt is 3.57 Julian Years.